# Waldfrosch
Der Waldfrosch (Lithobates sylvaticus, Syn.: Rana sylvatica), auch Eisfrosch genannt, ist eine nordamerikanische Amphibien-Art aus der Familie der Echten Frösche (Ranidae) und der Gattung Lithobates. Er kann außerdem zur Gruppe der Braunfrösche gezählt werden und ähnelt damit im Aussehen, aber auch in einigen ökologischen Ansprüchen und Verhaltensweisen europäischen Arten wie dem Grasfrosch oder dem Springfrosch.
Den Beinamen Eisfrosch trägt die Spezies, weil sie bei bis zu −20 °C überlebt, wobei die Gehirnfunktion vorübergehend völlig eingestellt wird.
Der Trivialname „Waldfrosch“ wird auch noch für weitere Froscharten verwendet; vergleiche beispielsweise Australischer Waldfrosch.
Um die große, jedoch paraphyletische Gattung der Echten Frösche (Rana) aufzugliedern, wurde die Art in eine neu abgegrenzte Gattung Lithobates unter dem Namen Lithobates sylvaticus (Le Conte, 1825) eingereiht.

## Merkmale

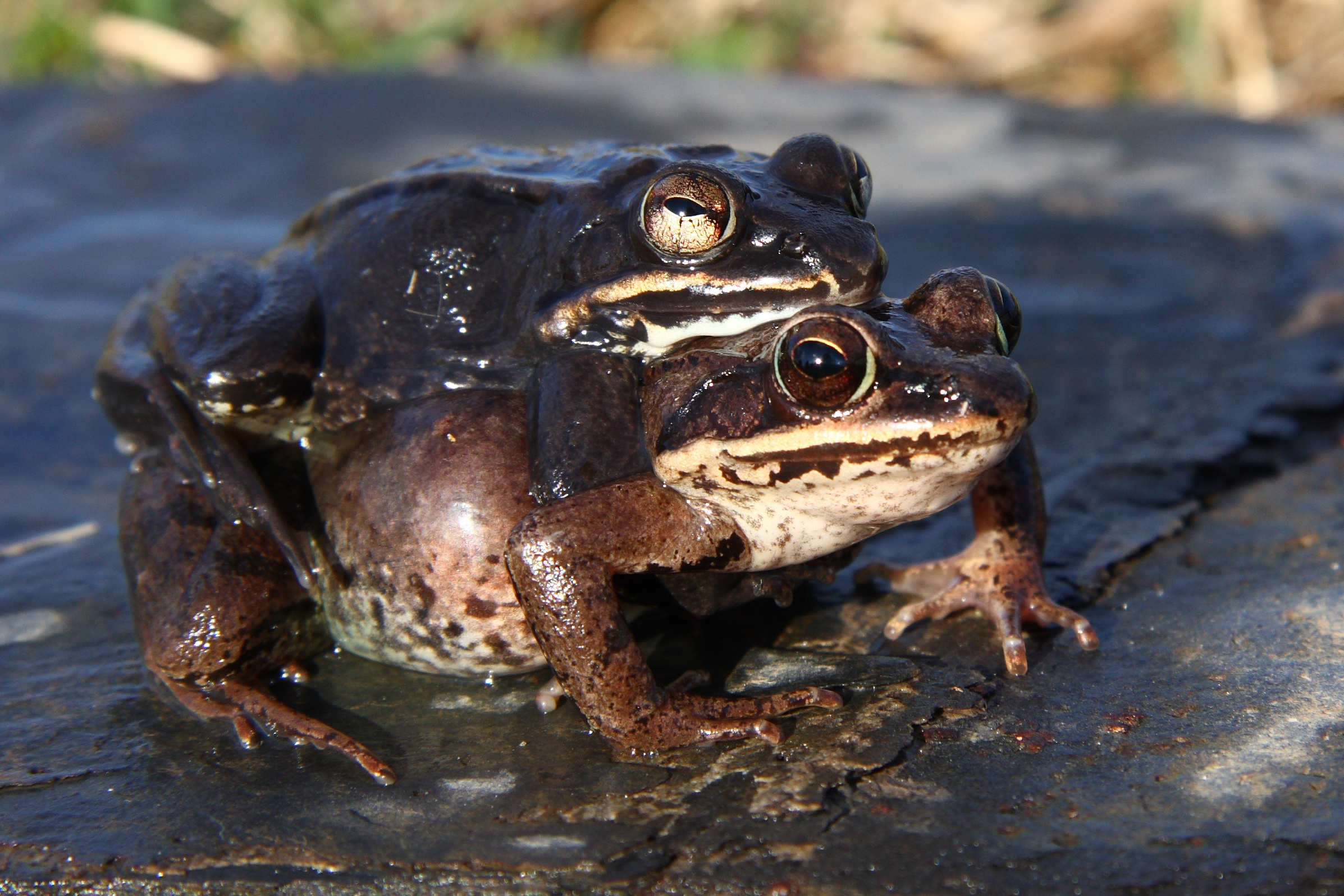
Waldfroschpaar in Amplexus

Waldfrösche werden bis etwa acht Zentimeter lang und bis zu acht Gramm schwer, wobei die Männchen allerdings deutlich kleiner bleiben. Auf dem glatthäutigen bis leicht rauen Rücken verlaufen zwei erhabene Drüsenleisten und dazwischen oft kleinere Falten. Die Färbung der Oberseite variiert zwischen gelbbraun, grau, orangefarben, rosarot-bräunlich und dunkel-graugrün; die Weibchen tendieren dabei mehr zu den rötlichen Farbtönen. Es können auch schwärzliche oder dunkelbraune Flecken vorhanden sein. Zudem weisen viele Exemplare aus dem Westen und Norden des Verbreitungsgebietes eine weiße Linie auf der Rückenmitte auf. Die helle Unterseite ist gelblich oder grünlich-weiß und nur gelegentlich dunkel gepunktet.
Immer vorhanden ist der für Braunfrösche typische dunkle, dreieckige Schläfenfleck, innerhalb dessen auch das Trommelfell liegt, welches im Durchmesser kleiner ist als das Auge. Vor den Augen setzt sich je ein dunkler Streifen über die Nasenlöcher bis zur Schnauzenspitze fort, so dass bei kräftiger gefärbten Exemplaren der Eindruck einer „Räubermaske“ entsteht. Die Männchen verfügen über paarige innere Schallblasen, haben aber nur eine leise „Stimme“, die sie während der kurzen Laichzeit im Frühling für Paarungsrufe einsetzen. Außerdem entwickeln sie in dieser Phase, wie viele Froschlurchmännchen, Brunstschwielen an den Daumen.

## Verbreitung, Lebensraum und Lebensweise

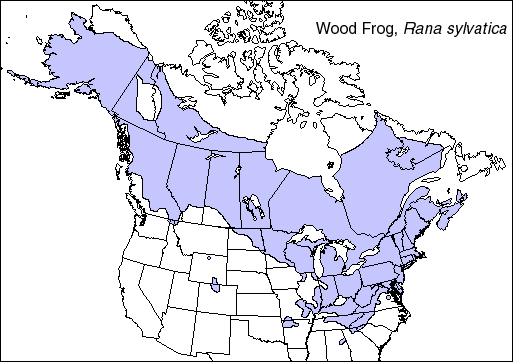
Verbreitungskarte

Es werden feuchte Waldgebiete im Norden Nordamerikas zwischen Alaska, allen Provinzen Kanadas und dem Nordosten der USA besiedelt. Der Waldfrosch überschreitet dabei auch den nördlichen Polarkreis und dringt damit weiter nach Norden vor als jeder andere nordamerikanische Froschlurch. Als Orientierungslinie kann die nördliche Baumgrenze zwischen Alaska und Labrador dienen. Die Habitate im Wald können durchaus in größerer Entfernung zum nächsten Gewässer liegen.
Waldfrösche laichen zwischen März und Mai, meist in Gewässern, die nicht ständig Wasser führen, sondern durch Schmelzwasser und frühen Regenfällen gebildet werden. So vermeiden sie, dass sich bereits Fische in den Teichen befinden, die ihren Laich fressen könnten. Es sind mit die ersten Frösche, die im Frühling zu ihren Laichgewässern zurückwandern, damit die Kaulquappen genug Zeit haben, sich zu entwickeln, bevor das Gewässer austrocknet. Waldfrösche zeigen eine ausgeprägte Treue zu ihrem Laichgewässer und kehren meistens zu diesem zurück.
Reiher, Eulen, Waschbären und auch Schlangen gehören zu ihren Fressfeinden; sie selbst ernähren sich unter anderem von Käfern, Schnecken und Spinnen.

## Erhöhte Kältetoleranz

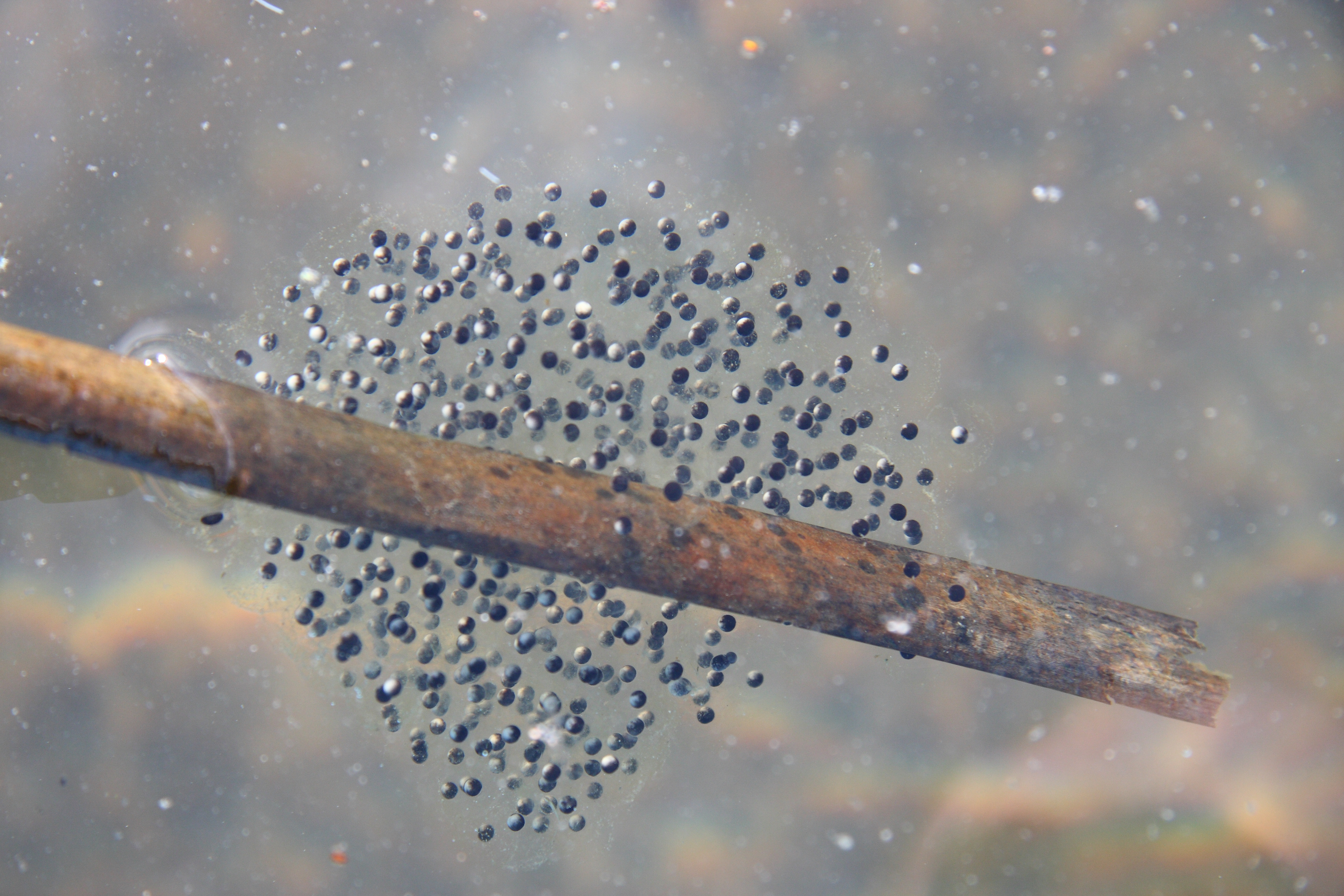
Laichballen

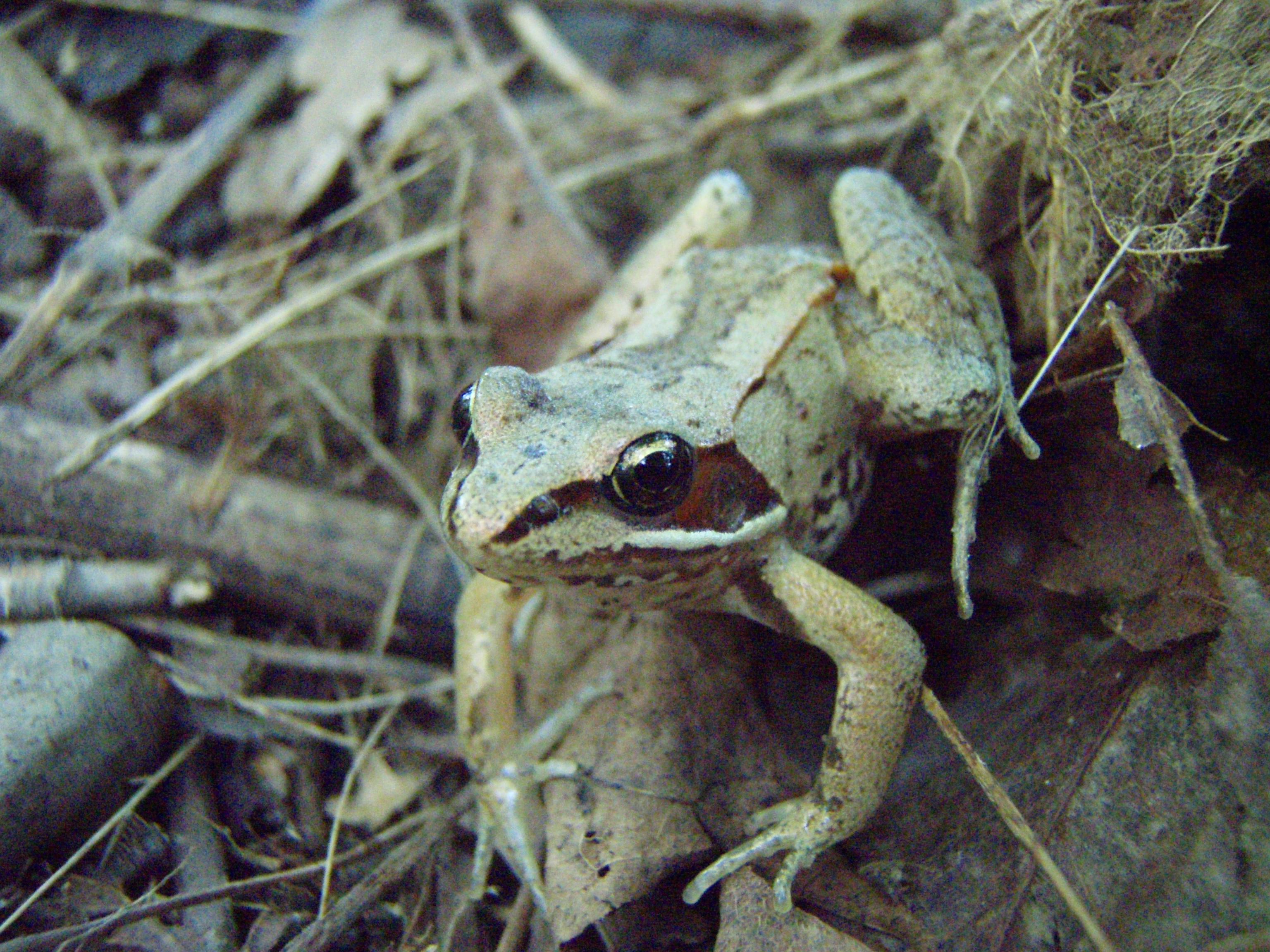
Jungtier des Waldfrosches

Im Zuge einer evolutionären Anpassung an die kalten Bedingungen seines Verbreitungsgebietes hat der Waldfrosch die Fähigkeit entwickelt, die Körperflüssigkeiten in den Intrazellularräumen zwischen den Gewebezellen im Winter bei direkten Umgebungstemperaturen von bis zu −5 °C zu etwa einem Drittel einfrieren zu lassen – daher auch der Trivialname „Eisfrosch“. Damit seine Körperzellen dabei durch Eiskristalle, die sich unter der Haut sichtbar abzeichnen können, keinen Schaden nehmen, produziert er bei Einsetzen des Frostes ein körpereigenes Frostschutzmittel aus Glukose und zusätzlich Harnstoff innerhalb der Zellen.
Zu den physiologischen Abläufen im Einzelnen: Bei erster Eiskristallbildung auf der Haut der Frösche kommt es zur Ausschüttung von Adrenalin. Dem folgt die Bildung von Glukose aus Glykogen in der Leber. Glukose erreicht daraufhin Konzentrationen von bis zu 300 mOsm in der extrazellulären Flüssigkeit des Frosches. (Die „normale“ Konzentration beträgt eigentlich 5 mOsm.) Die erhöhte Osmolarität hat zur Folge, dass Wasser dem Gradienten folgt, aus der Zelle ausströmt und zusätzlich der Gefrierpunkt erniedrigt wird. Die Eiskristallbildung findet nun vorwiegend im Extrazellularraum statt, und die Membranen der Zellen werden nicht zerstört. Funktionen wie Herzschlag, Blutfluss und Atmung setzen in dieser Phase völlig aus. Im Frühjahr taut der Frosch dann wieder auf.
Während die Glukoseproduktion allerdings erst durch das Einfrieren des Extrazellularraumes ausgelöst wird, wird Harnstoff im Allgemeinen bei osmotischem Stress angesammelt. Da eine hohe Harnstoffkonzentration zu einem Hypometabolismus (verminderter Stoffwechsel) führt, dient die Akkumulation des Harnstoffs der generellen Anpassung an trockene Lebenssituationen. Das Einfrieren ist eine dieser „trockenen“ Episoden, da schließlich kein freies Wasser verfügbar ist. Zusätzlich zur Metabolismusreduktion dient der Harnstoff auch dem Frostschutz.

## Schutz
Der Waldfrosch wird wegen seiner weiten Verbreitung derzeit als nicht gefährdet eingeschätzt, und es wird wenig zum zusätzlichen Schutz des Waldfrosches getan. Im Überwinterungshabitat kann er insbesondere durch forstwirtschaftliche Arbeiten bedroht sein.